# GS美神 極楽大作戦!! 水迷宮の少女!!
『GS美神 極楽大作戦!! 水迷宮の少女!!』（ゴーストスイーパーみかみ ごくらくだいさくせん すいめいきゅうのしょうじょ）は、松井亜弥著、椎名高志原作・イラストによる日本のライトノベル。椎名の漫画『GS美神 極楽大作戦!!』のノベライズ作品である。

## 概要
『GS美神 極楽大作戦!!』の設定を引き継いだノベライズ作品で、初版刊行時（1993年から1994年）は小学館のスーパークエスト文庫で前後編として全2巻、後（2008年）にガガガ文庫（ガガガ文庫R）で前後編をまとめて全1巻で刊行された。
作中ではアニメ作品となった『GS美神』の設定を中心に話が展開されている。また、初版刊行時には原作の『GS美神 極楽大作戦!!』は『週刊少年サンデー』にて連載中であった。

## あらすじ
ある少女からの依頼を受けた美神たちは、その妹が消えたとされるS村へと行くこととなる。そこには、美神と横島の忘れられた過去が眠っていた。

## 登場人物
美神令子
GS美神 極楽大作戦!!の登場人物#美神令子除霊事務所を参照。
横島忠夫
GS美神 極楽大作戦!!の登場人物#美神令子除霊事務所を参照。
おキヌ
GS美神 極楽大作戦!!の登場人物#美神令子除霊事務所を参照。

### オリジナルキャラクター
田之倉豪蔵
S村の有力者。ホテルを経営しており、何よりも金の力を信じている。
田之倉水萌
豪蔵の長女。母を亡くしてから父との関係が悪化している。いなくなった妹の水季をショーウィンドーの中などで見かけたことで超常現象的な事件に巻き込まれたと核心し、美神除霊事務所に捜索依頼をする。
田之倉水季
豪蔵の次女。雨上がりに手紙を出しに行った際に「アイツ」により水迷宮に囚われる。『魔女っ娘ララちゃん』が好きで、いなくなった際もキャラクターグッズを所持していた。

### オリジナルの妖怪
アイツ
大昔にS村の洞窟に封印されていた妖怪。水のある場所ならどこにでも移動することが出来、S村の人々を水迷宮に拉致していた。魔王を名乗るが、取り込んだ人間の記憶から名を拝借しただけであり、本来の名は不明。美神たちからは一貫して「アイツ」と呼ばれている。
とある人間の聴いていた筋肉少女帯の『君よ!俺で変われ!』を気に入っており、世界を自身の力で変えようと目論む。

## 舞台
S村
N県に存在する広大な湖が特徴の村。集団失踪事件が起きており、村の観光化を推進する市と住民の間で摩擦が起きている。
美神と横島が幼い頃に出会った場所であるが、二人はその記憶を消されている。何の因果か偶然にもそこでの怪事件の依頼の現場でもある。
水迷宮
S村に広がる湖の異次元空間に作られた迷宮。「アイツ」の妖術によって作り出されたものであり、彼にとっての城。中には多数の扉や部屋が存在し、次元と時空を越えて様々な場所に繋がっている。

## 書籍情報
スーパークエスト文庫版
- 前編 1993年12月20日発売 ISBN 4-09-440151-2
- 後編 1994年2月20日発売 ISBN 4-09-440152-0

ガガガ文庫版
- 全1巻 2008年5月20日発売 ISBN 978-4-09-451066-9